# Vuk Radivojević
Vuk Radivojević es un jugador de baloncesto serbio, que ocupa la posición de escolta. Nació el 30 de julio de 1983, en Belgrado, RFS Yugoslavia. Juega en el KK Igokea de la Liga de baloncesto de Bosnia y Herzegovina.

## Trayectoria
- Sloga Kraljevo  (2002-2003)
- Estrella Roja  (2003-2007)
- Baloncesto Fuenlabrada (2007-2009)
- Estrella Roja (2009-2010)
- KK FMP (2010-2011)
- Estrella Roja (2011-2013)
- Türk Telekom B.K. (2013-2014)
- Slask Wroclaw (2015)
- KK Igokea (2015- )